# Nebria leonensis
Nebria leonensis es una especie de escarabajo de la familia Carabidae que es endémica de los montes de León.